# Cavia
Cavia é um gênero de roedor da família Caviidae.
É o gênero que compreende os preás.

## Espécies
- Cavia anolaimae J. A. Allen, 1916
- Cavia aperea Erxleben, 1777
- Cavia fulgida Wagler, 1831
- Cavia guianae Thomas, 1901
- Cavia intermedia Cherem, Olimpio e Ximenez, 1999
- Cavia magna Ximenez, 1980
- Cavia nana
- Cavia porcellus (Linnaeus, 1758)
- Cavia tschudii Fitzinger, 1857